# John I. Nolan

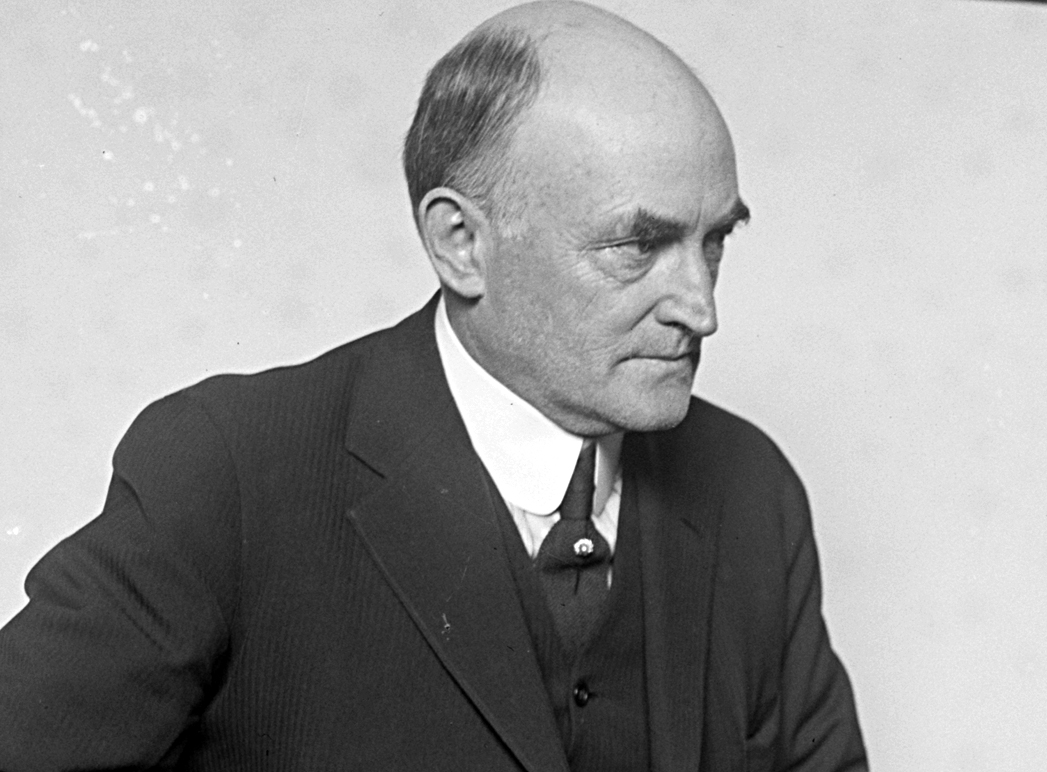
John I. Nolan (1922)

John Ignatius Nolan (* 14. Januar 1874 in San Francisco, Kalifornien; † 18. November 1922 ebenda) war ein US-amerikanischer Politiker. Zwischen 1913 und 1922 vertrat er den Bundesstaat Kalifornien im US-Repräsentantenhaus.

## Werdegang
John Nolan besuchte die öffentlichen Schulen seiner Heimat und arbeitete danach als bei der Eisenverarbeitung als Eisenschmelzer. Gleichzeitig begann er als Mitglied der Republikanischen Partei eine politische Laufbahn. 1911 war er Stadtrat in San Francisco und Kreisrat im San Francisco County. Ein Jahr später fungierte er als Sekretär des San Francisco Labor Council.
Bei den Kongresswahlen des Jahres 1912 wurde Nolan im fünften Wahlbezirk von Kalifornien in das US-Repräsentantenhaus in Washington, D.C. gewählt, wo er am 4. März 1913 die Nachfolge von Everis A. Hayes antrat, der in den achten Distrikt wechselte. Nach vier Wiederwahlen konnte er bis zu seinem Tod am 18. November 1922 im Kongress verbleiben. In seine Zeit im Parlament fiel der Erste Weltkrieg. Außerdem wurden in den Jahren 1913 bis 1920 der 16., der 17., der 18. und der 19. Verfassungszusatz ratifiziert. Zwischen 1919 und 1921 war Nolan Vorsitzender des Patentausschusses. Seit 1921 leitete er das Committee on Labor.
Zum Zeitpunkt seines Todes war Nolan bereits für die nächste Legislaturperiode wiedergewählt worden. Sein Abgeordnetenmandat fiel nach einer Sonderwahl an seine Witwe Mae.